# Centrokomise
Centrokomise nebo též legionářská Centrokomise, celým názvem Československá ústřední hospodářská komise byla organizace založená 27. září 1919, jejímž úkolem bylo organizovat československý zahraniční (zámořský) obchod a obstarávat materiální a finanční zajištění pro evakuaci československých legionářů z Ruska. Jako obchodní organizace fungovala Centrokomise i v meziválečném Československu. Za Protektorátu Čechy a Morava byly její obchodní aktivity směřující do zemí na Balkánském poloostrově využívány některými jejími zaměstnanci ke kurýrní a zpravodajské podpoře domácího protiněmeckého odboje.

## Podrobně

### První kroky
U zrodu Centrokomise stála trojice osobností: generál Stanislav Čeček, MUDr. Václav Girsa a správce Finančního odboru Československé národní rady (ČSNR) František Šíp. Tito tři významní českoslovenští funkcionáři působící na Rusi odeslali na jaře 1919 do Československa dotaz, zda bude možno na evakuačních lodích určených pro návrat československých legionářů z ruského Dálného východu posílat do republiky i komodity typu rýže, čaj nebo cukr. Po tomto dotazu pak následovala poměrně brzy i žádost, aby jim byla z Československa na Sibiř zaslána kolekce československého zboží vhodného pro export (spolu s ceníkem tohoto zboží ve francích). Myšlenka tzv. „surovinové akce“ spočívala v dovozu nedostatkových surovin a zboží ze Sibiře do Československa a ve vývozu exportuvhodného zboží z Československa do Ruska. Akce sledovala dva cíle: 
- zajistit zásobování Československa a
- získat peníze pro financování evakuace československých legionářů ze Sibiře do vlasti.

Základní myšlenka evakuace osob lodními transporty počítala s tím, že samotné plavby budou v režii majitelů lodí, ale že náklady na celou evakuaci půjdou na vrub státu (Československa).

Zakladatelé Centrokomise
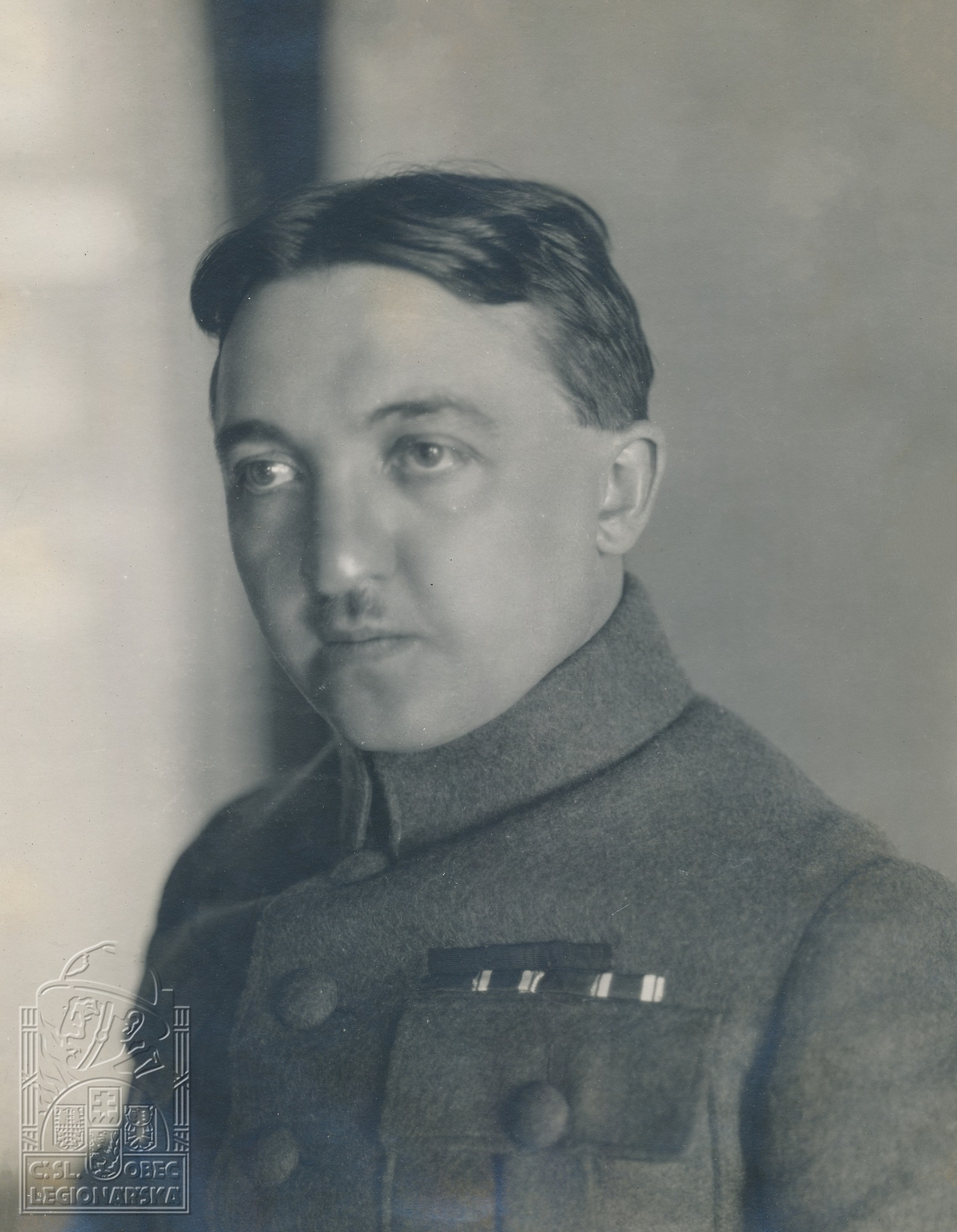
Stanislav Čeček
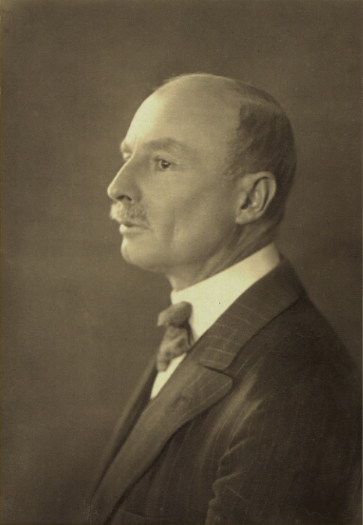
Václav Girsa
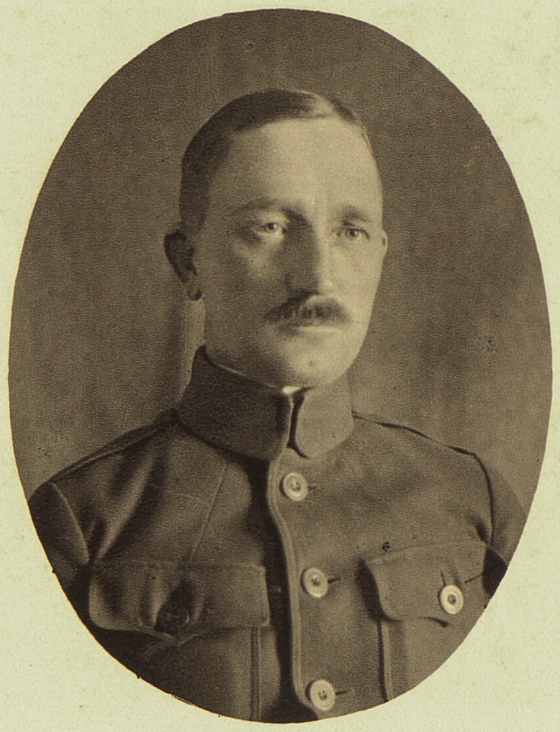
František Šíp

### Vznik Centrokomise
Obchodní a průmyslová komise pro styky s Ruskem vznikla v srpnu 1919 a fungovala při úřadu důvěrníka československé vlády ve Vladivostoku. Dne 13. srpna 1919 byla tato komise přetransformována na tzv. Evakuační komisi. Z ní pak vznikla 27. září 1919 Československá ústřední hospodářská komise (zkráceně Centrokomise). Centrokomise od počátku fungovala odděleně od armády a byla plně podřízena nejvyššímu představiteli československé vlády v Rusku – MUDr. Václavu Girsovi. 

### Hlavní úkoly Centrokomise
Prvním úkolem nově vzniklé Centrokomise bylo najímat a platit nákladní lodě určené k přepravě zboží do Československa, později pak organizovat obchod a průmyslovou výrobu na Dálném východě a vytvořit základy pro budoucí československý zámořský obchod. Dalším úkolem pak bylo materiální a finanční zajištění evakuace československých legionářů z Ruska.
Zvláště v případě požadavku na transport legionářů do vlasti bylo na počátku zcela jasné, že celou akci bude financovat Československo a že finanční náklady budou enormní. Nebylo ovšem známo, zda bude dostatek spojeneckých lodí, kdy budou mít volné kapacity a kdy připlují. Celkem byly ve hře následující varianty:
- Transport legionářů na osobních spojeneckých parnících. Každý transport měl být v plné režii a s dohledem státu, který poskytl plavidlo s tím, že refundovat náklady na transport bude Československá republika.[3]
- Repatriace legionářů na nákladních lodích upravených pro přepravu vojáků (s minimem jejich osobního pohodlí). Bylo kalkulováno s tím, že zisky z prodeje převáženého vlastního nákladu (karga) a zisky z transportu cizího karga mohou uhradit buď zcela anebo z převažující části náklady na přepravu legionářů.[3]
- Nákup vlastních lodí pro přepravu vojáků byl zdlouhavou akcí především proto, že nákupy jednotlivých plavidel musely být schvalovány ministerstvy v Československu, což se i tehdy jevilo značně těžkopádným úředním procesem.[3]

Plnění těchto náročných úkolů bylo ztíženo hned několika faktory:
- Centrokomise nedisponovala zpočátku financemi a spojenci nebyli ochotni poskytovat peněžní úvěry. K obchodním plánům Centrokomise se stavěli negativně, protože chtěli sami s Československem obchodovat přímo a doprava zboží organizovaná malou zemičkou jim konkurovala.
- Také byl problém s lodním prostorem, kterého byl po skončení první světové války celosvětově nedostatek, neboť docházelo ke značným přesunům osob (vracení vojáků z bojišť v zámoří do jejich domovských států; přesuny statisíců zajatců) a materiálu (hlavně tuny vojenského vybavení). Situaci komplikovala i občanská válka v Rusku kvůli níž ještě neskončily veškeré vojenské operace a bylo třeba stále počítat s případnými rezervami pro velké transportní nasazení. Vlády jednotlivých států plnily především požadavky svých potřeb, zájmy malého vnitrozemského nově konstituovaného Československa v srdci Evropy neměly prioritu a to byl důvod k tomu, že velké americké a britské transportní zaoceánské lodě mohly být k dispozici až od jara roku 1920.[1][2]

### Najímání lodí

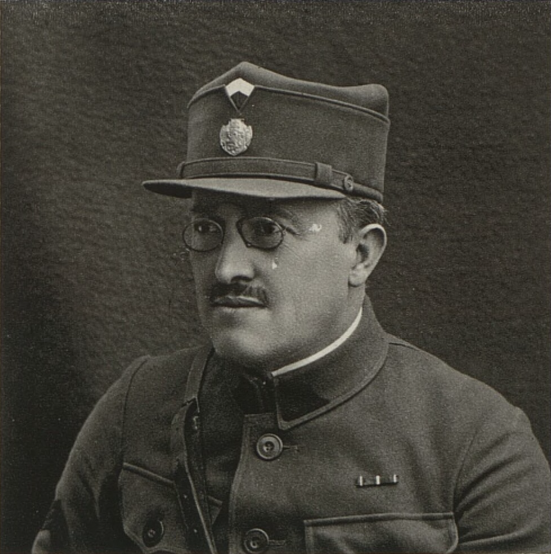
MUDr. Rudolf Raše v uniformě čs. legií

Generál Milan Rastislav Štefánik vydal 5. ledna 1919 rozkaz k evakuaci invalidů, raněných a nemocných do týlu, čímž byl de facto 
zahájen odjezd československé armády z Ruska. Západní cesta po souši nebyla možná (blokovala ji Rudá armáda) a tak byly zvoleny lodní transporty z Vladivostoku.
V létě 1919 rozhodla vláda Československé republiky o evakuaci československé armády a československých občanů z Ruska do vlasti a při realizaci tohoto úkolu vyjednala se spojenci poskytnutí pomoci z jejich strany. Jako první měli být určeni k odjezdu především invalidní, nemocní či starší vojáci (věkem přesahující 42 let). Přesun těchto osob započal 15. ledna 1919, ale evakuace nepostupovala dostatečně rychle.

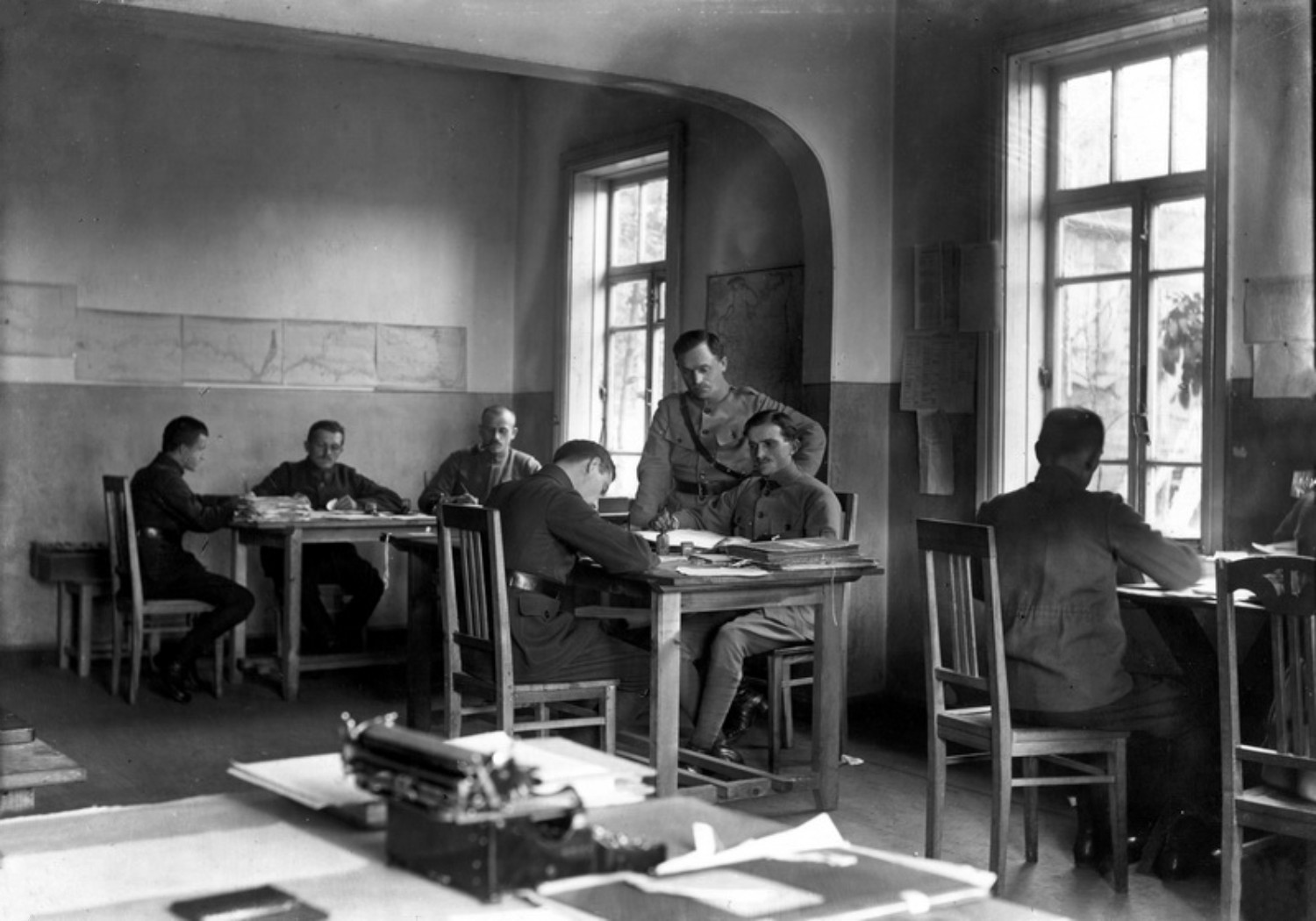
Kancelář Evakuačního úřadu ve Vladivostoku v roce 1919

Evakuační úřad Československého vojska na Rusi byl zřízen 3. srpna 1919 ve Vladivostoku za účelem zdárného zajištění přípravy evakuace. V čele tohoto orgánu stál předseda (resp. náčelník) evakuační komise plukovník MUDr. Rudolf Raše. Úkolem evakuačního úřadu ovšem nebylo obstarávat a financovat lodě pro přepravu osob včetně zajištění jejich vytížení přepravou materiálu – to měla na bedrech Centrokomise.
Vyhledávání a najímání lodí u soukromých firem se tak jevilo zástupcům Centrokomise jako jediné řešení nastalé situace. Tímto úkolem byla pověřena (zplnomocněna) firma L. V. Lang v Šanghaji a jejími partnery se staly japonské firmy Kawasaki, Matsukawa, Yomei a Kokoshokai Ltd. a také francouzská společnost Messageries Maritimes (Marseille).
Převážnou většinu nákladních lodí (za účelem transportu surovin, zboží a vojáků) najala Centrokomise od japonských majitelů. Jednalo se o následující plavidla:
- Liverpool Maru (První loď vypravená Centrokomisí byla použita pro 6. transport. Na palubě měla 590 osob, odplula 9. července 1919 z Vladivostoku a přistála v Marseille 12. září 1919.);[4]
- Karachi Maru (Byla použita pro 9. transport. Odplula z Vladivostoku 3. října 1919.);[4]
- Capetown Maru (Byla použita pro 10. transport. Odplula z Vladivostoku 27. října 1919.);[4]
- Italy Maru (Byla použita pro 11. transport. Odplula z Vladivostoku 22. listopadu 1919.);[4]
- Scotland Maru (Byla použita pro 12. transport. Odplula z Vladivostoku 25. listopadu 1919.);[4]
- Yonan Maru (Byla použita pro 13. transport. Odplula z Vladivostoku 9. prosince 1919.);
- Schunko Maru (Byla použita pro 15. transport. Odplula z Vladivostoku 24. prosince 1919.);
- Hwan-Yih (Silesia Maru) (Byla použita pro 16. transport. Odplula z Vladivostoku 10. ledna 1920.);
- Nižnij Novgorod (Byla použita pro 17. transport. Odplula z Vladivostoku 13. února 1920.);
- Chili Maru;
- Dania;
- Koshun Maru;
- Ryoyu Maru;
- Twer;
- Taikai maru (Legie);[3]
- Yomei Maru a
- zřejmě též Economic.[1][2][4][3]

Japonští majitelé poskytovali především nová plavidla uzpůsobená k transportu zboží a surovin a tyto lodě byly pro přepravu osob dodatečně upravovány. Tato skutečnost se odrážela v jistém nízkém stupni pobytového komfortu, což ovšem organizátorům transportů osob zase až tak moc nevadilo. Důvody byly dva:
- najaté lodě se podařilo najmout relativně levně a
- v Centrokomisi převládal názor, že pro přepravu v boji zocelených, sibiřskými mrazy otužilých a vesměs zdravých legionářů nemusí být na lodích během plavby poskytován vojenským osobám přílišný komfort.[1]

Některá plavidla najatá Centrokomisí k přepravě materiálu a osob
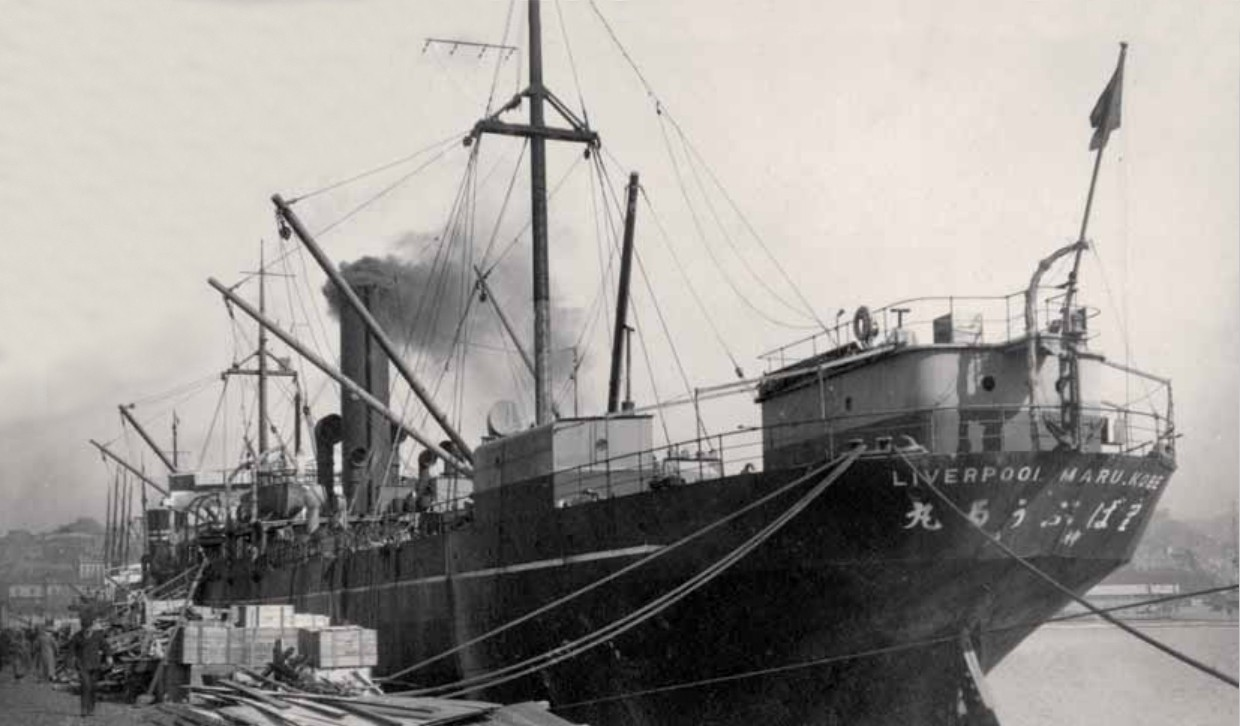
Japonská loď Liverpool Maru
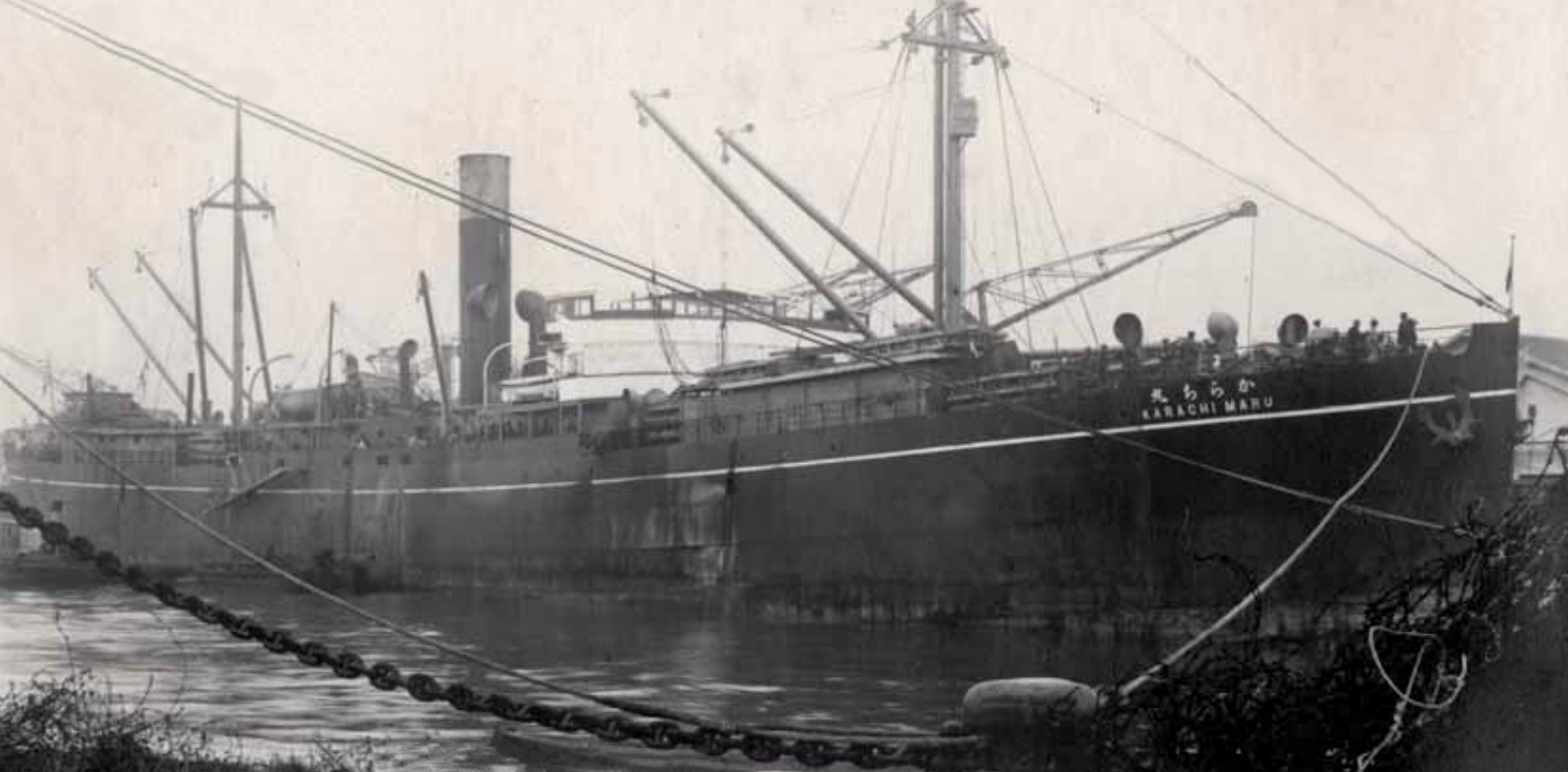
Japonská nákladní loď Karachi Maru
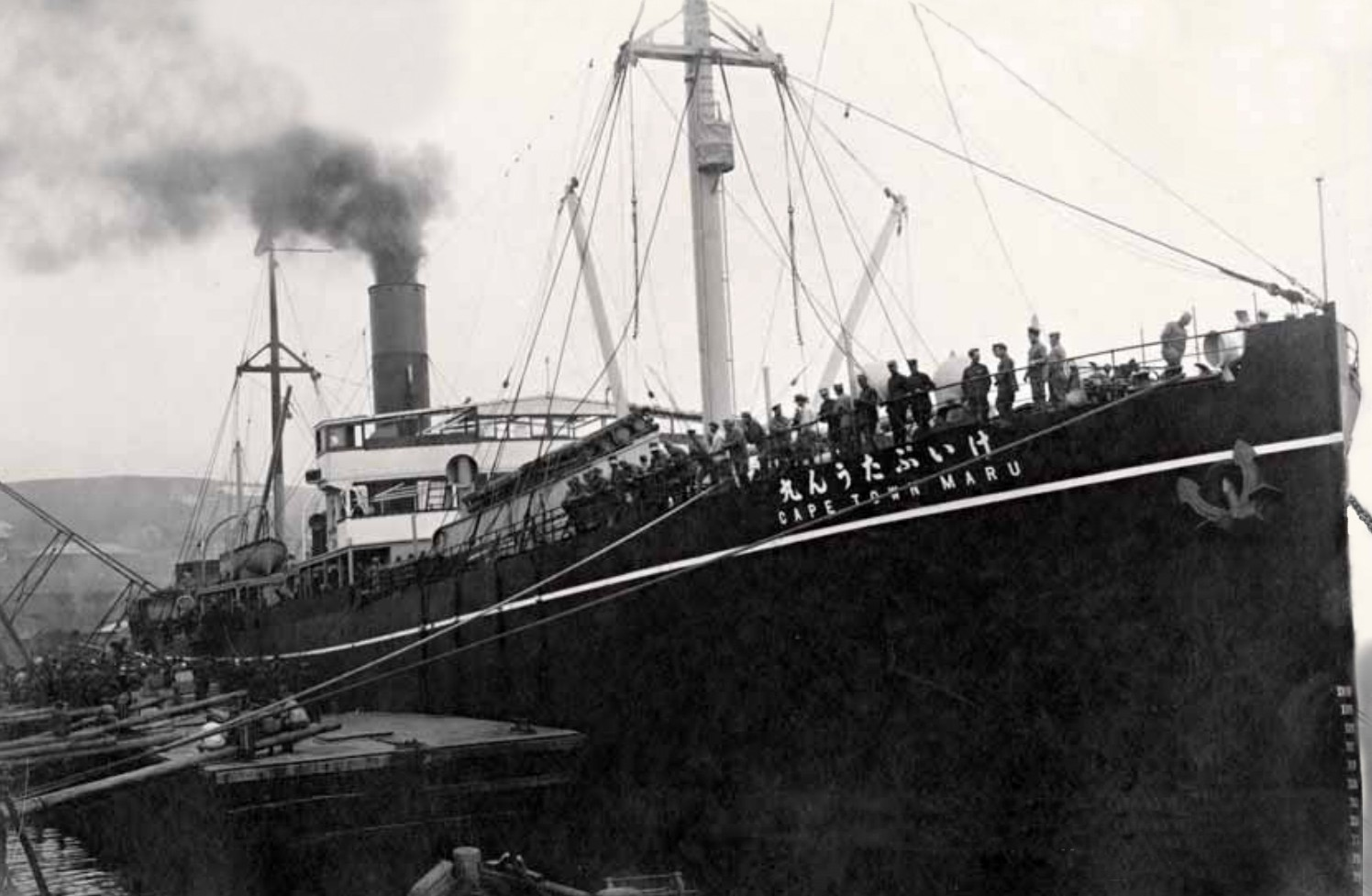
Japonská loď Capetown Maru
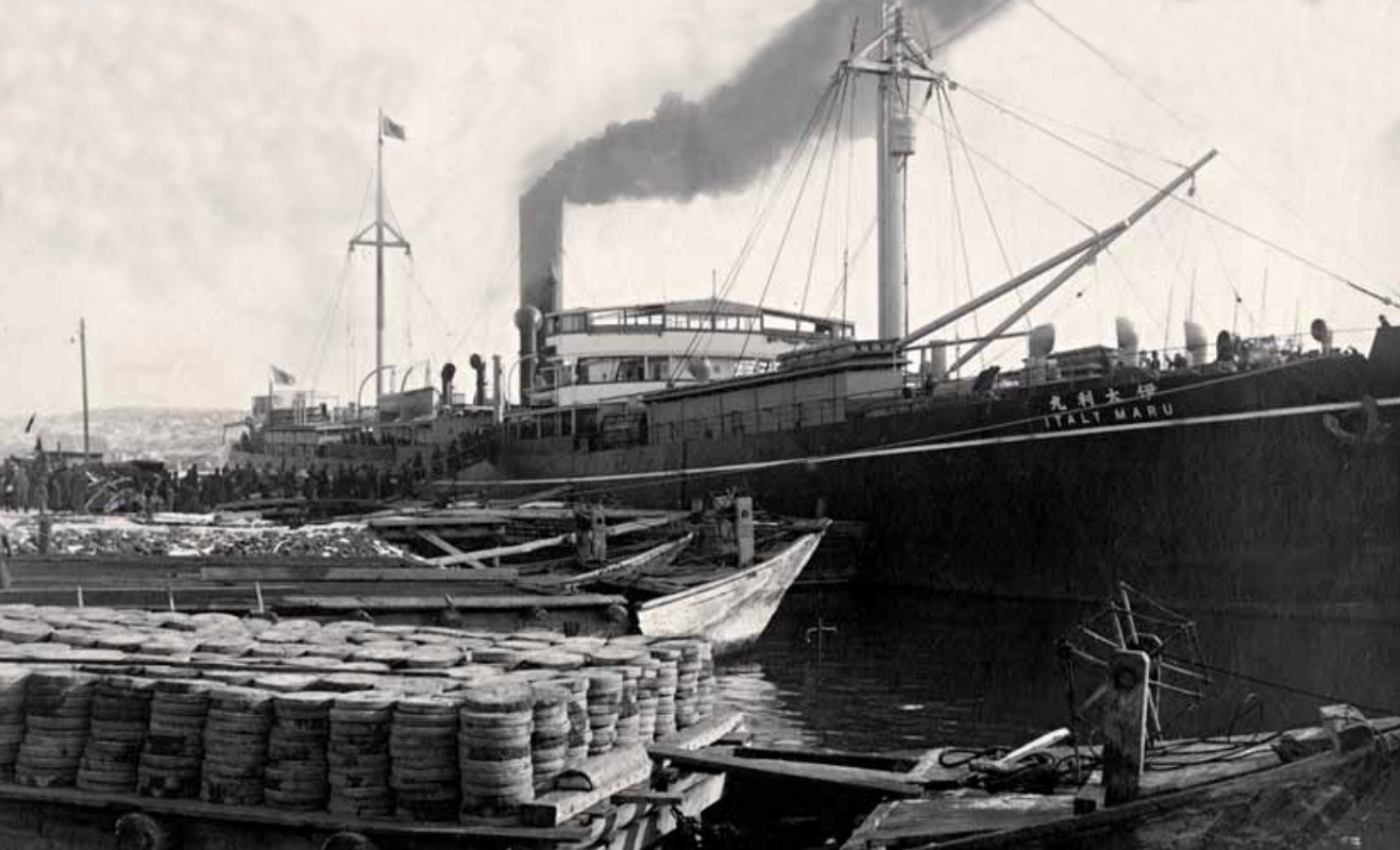
Japonská loď Italy Maru
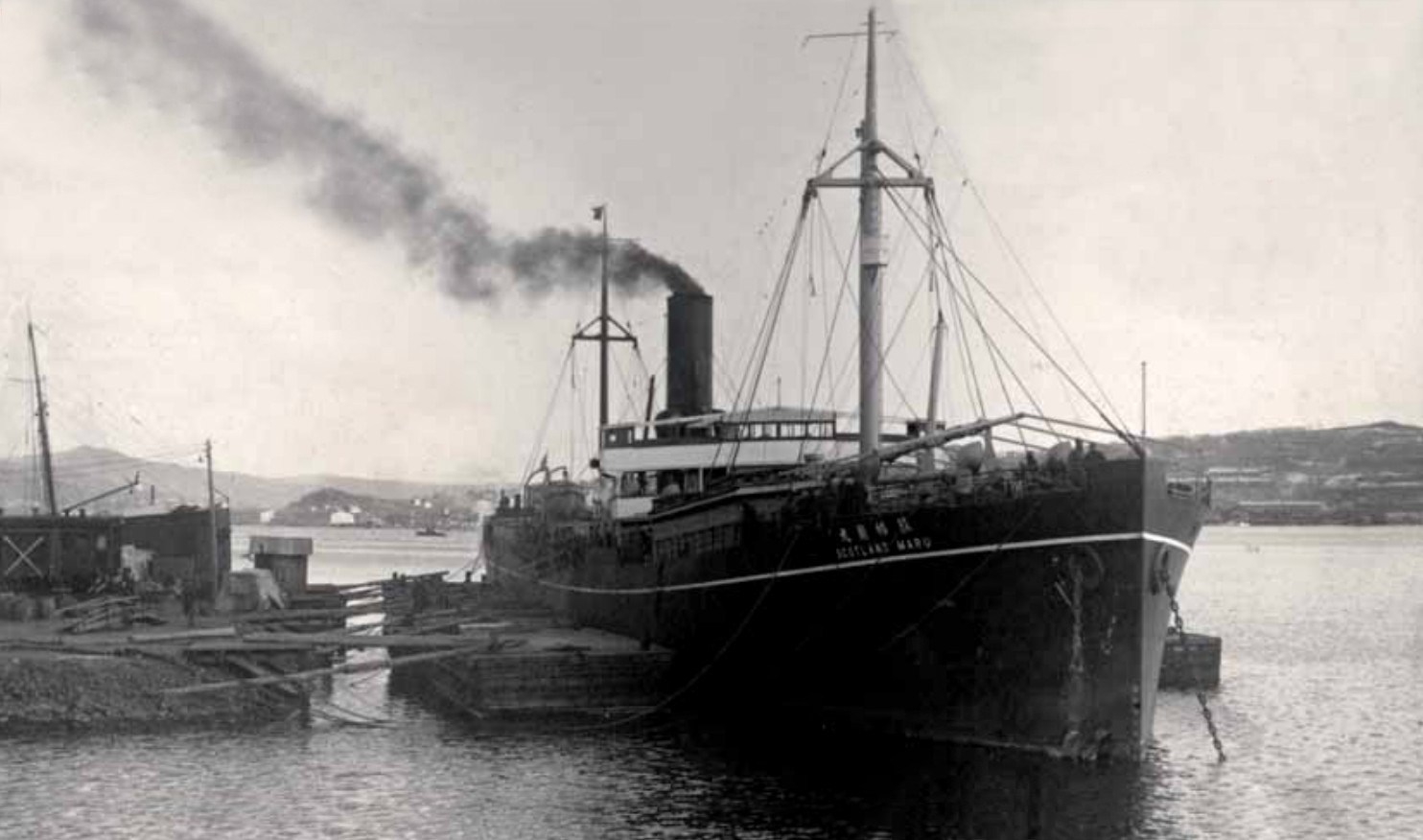
Japonská loď Scotland Maru
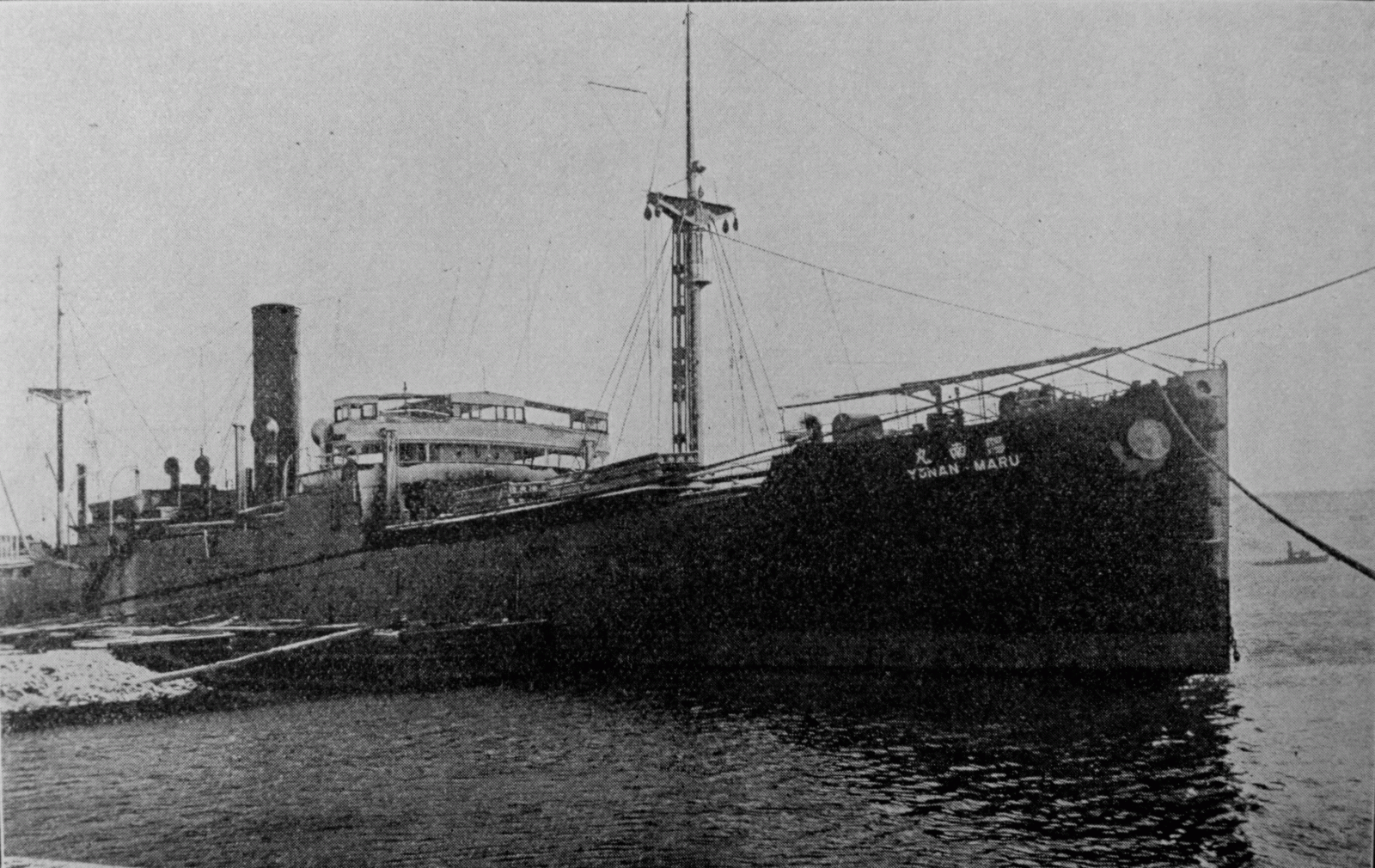
Japonská loď Yonan-Maru
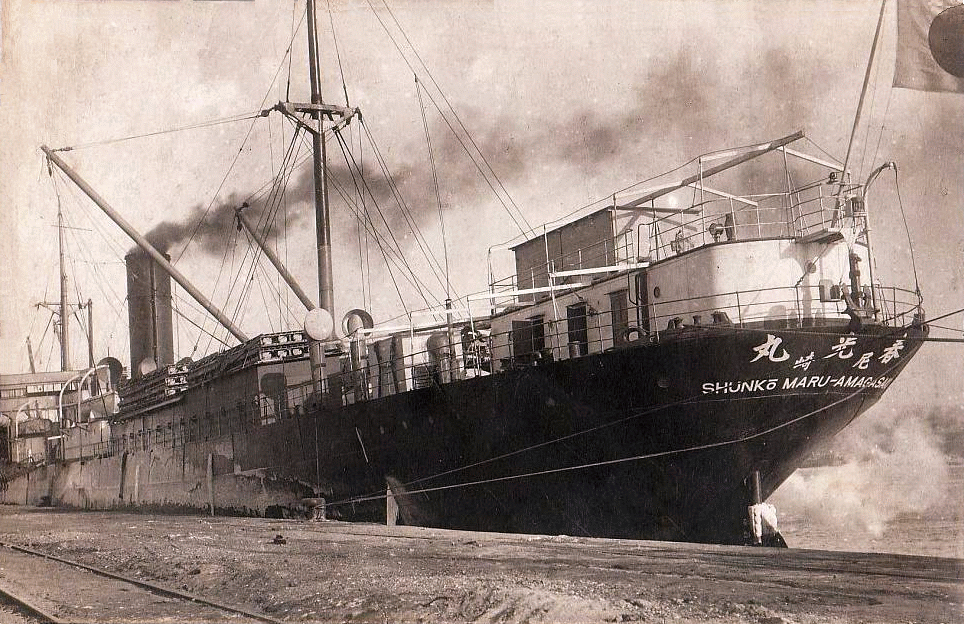
Japonská loď Shunko-Maru
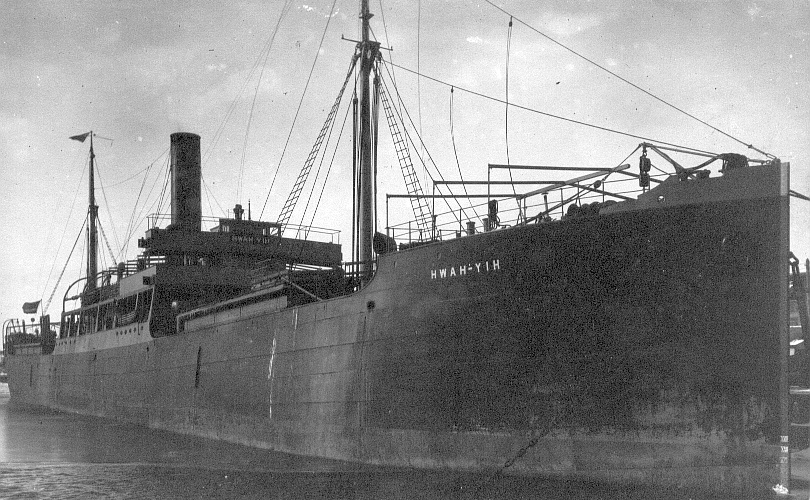
Loď Silesia (Hvah-Yih)
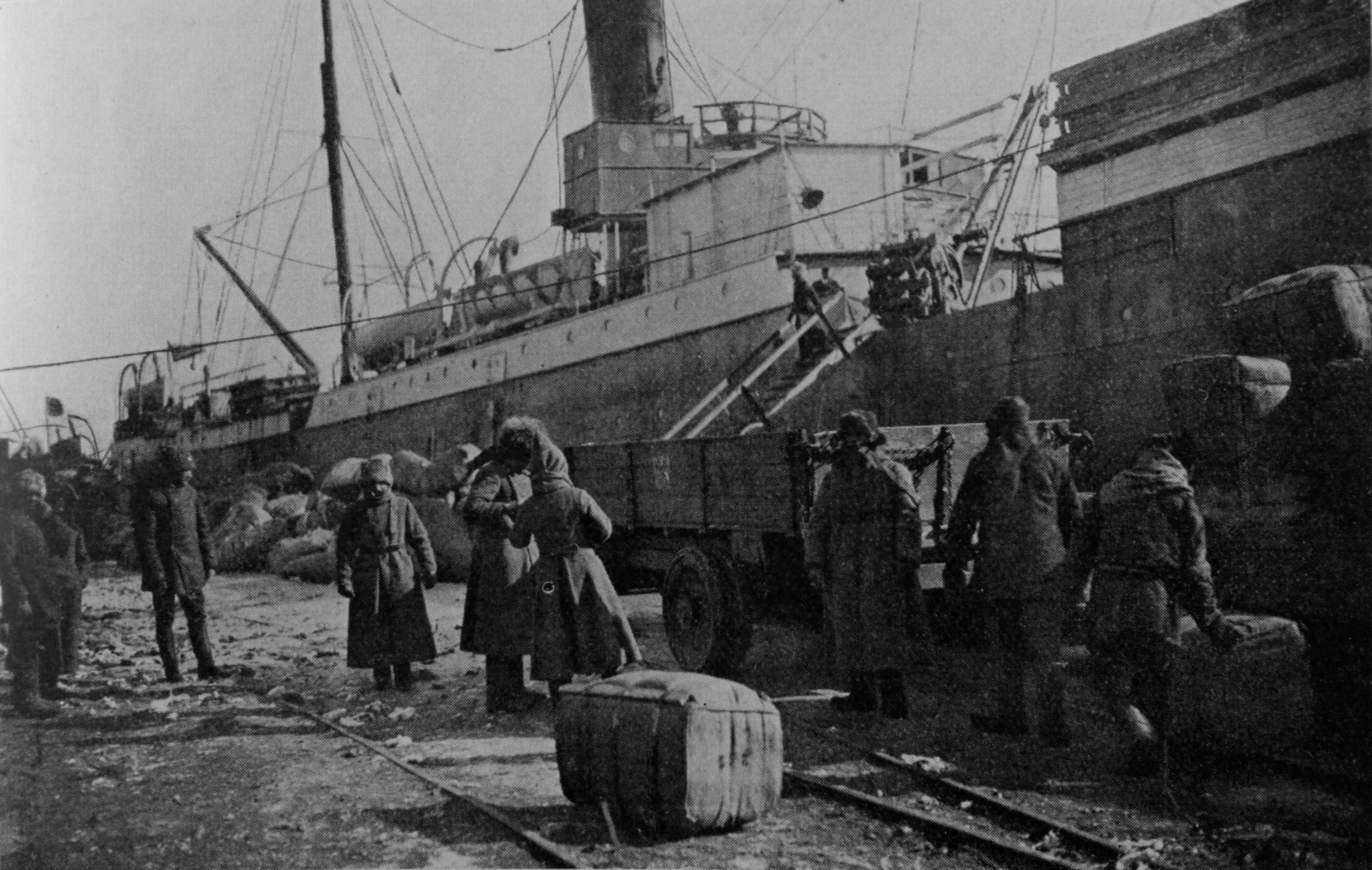
Ruská loď Nižnij Novgorod

### Nákup lodi
Jak odjížděly jednotlivé transporty, tak sice ubývalo ve Vladivostoku legionářů, ale stále se tam nacházelo velké množství materiálu potřebného k odvozu do Československa. Plavidla s transporty osob neměly volný lodní prostor a nakonec František Šíp inicioval nákup první zaoceánské československé lodě. U japonské firmy Uchida bylo zakoupeno nové plavidlo Taikai Maru. Centrokomise provedla inspekční prohlídku lodi, která byla následně zakoupena Legiobankou za tehdejších 40 milionů korun. Loď byla poté odeslána do Vladivostoku, byla přejmenována na Legie a jako 35a. transport odplula z Ruska. Plula pod českou vlajkou navzdory protestům spojenců, kteří namítali, že československá vlajka není evidována v lodním rejstříku.

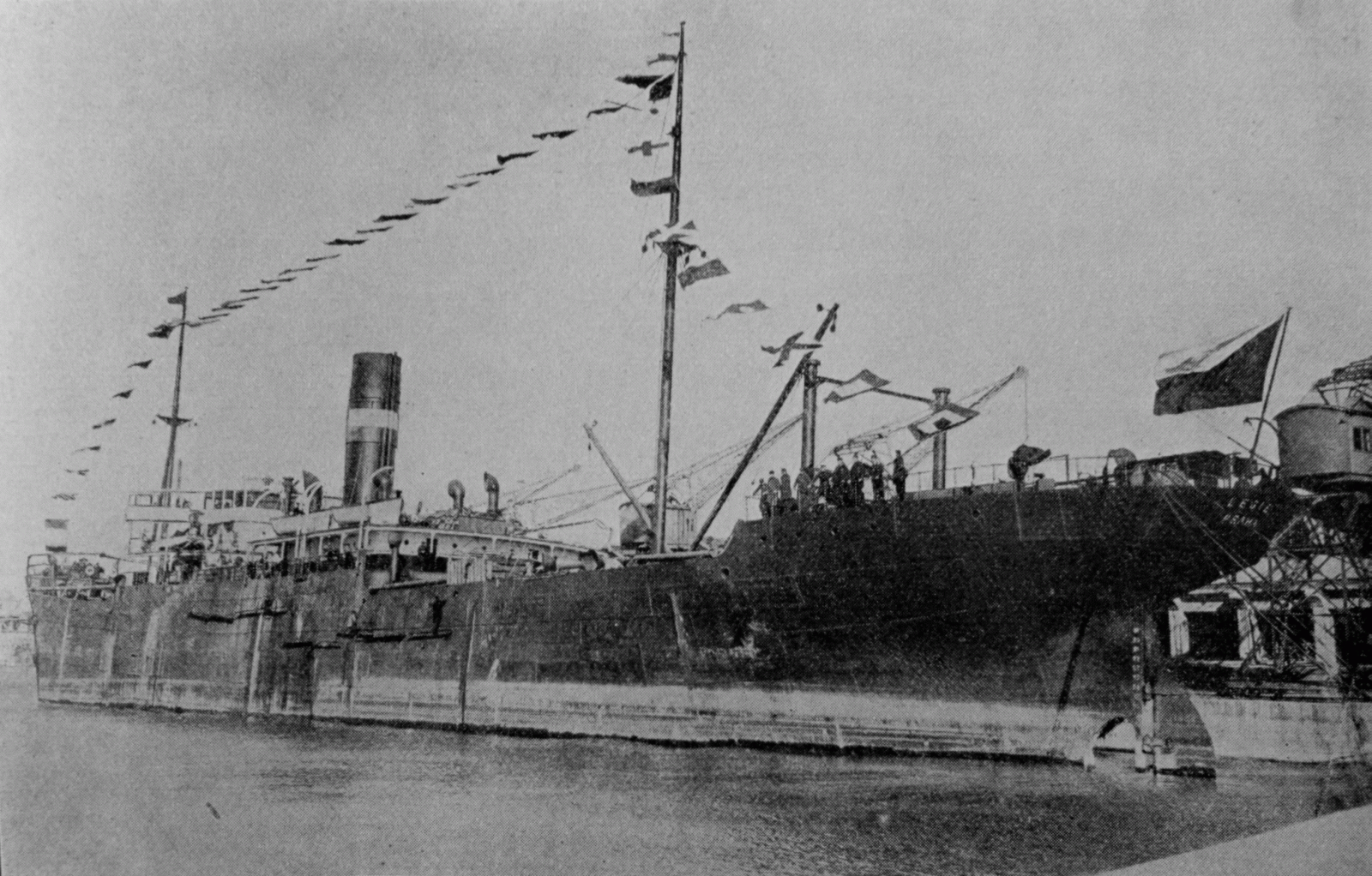
Loď Legie v Terstu
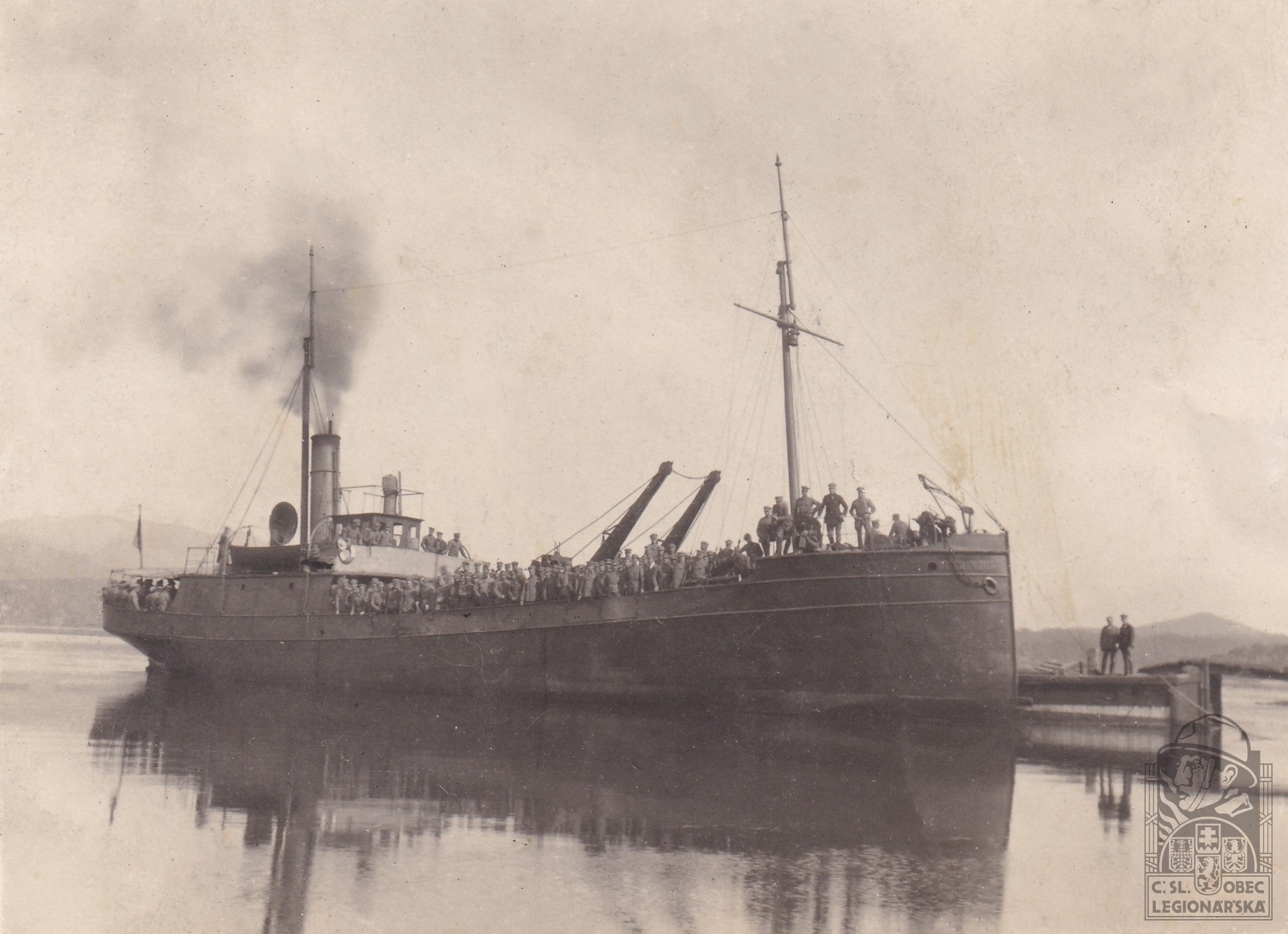
Pomocný parník Smělčak

### Zhodnocení transportů
Lodní evakuace obecně provázelo mnoho komplikací, ale ve výsledku byly transporty zaoceánskými parníky korunovány úspěchem. Historicky jsou považovány za vyvrcholení a ukončení celé ruské anabáze.
Celkem bylo přepraveno loďmi najatými Centrokomisí asi 9 693 osob. Oficiálně byla evakuace československých vojáků za Sibiře ukončena 2. září 1920 odplutím 36. transportu z Vladivostoku lodí USAT Heffron. Tím ovšem převozy zdaleka nekončily, neboť i po tomto datu bylo na náklady Československa vypraveno několik dalších menších transportů, které přepravovaly: zboží, suroviny, týlové složky, sklady, strážní jednotky, úřady, zajatce a civilisty. Kromě jediného případu se jednalo o nákladní lodě využité k převozu zboží do Evropy. Tyto lodě (zajišťované Centrokomisí) byly organizačně přiřazovány k „hlavním“ transportům. Vydávaly se na cesty obvykle i v jiný den než hlavní („mateřský“) transport.
Transporty nákladního charakteru byly označovány malými písmeny následujícími po čísle mateřského transportu. Kupříkladu:
Italská loď Tevere (bývalý rakousko-uherský parník Gablonz) odplula jako první z Vladivostoku 6. září 1919 jako transport s označením 8a. Do Vladivostoku dovezla zásoby určené pro spojenecká vojska a zřejmě se s ní do Československa svezlo 9 legionářů spolu s částí československého zboží.
- Japonská loď Yomei Maru vyplula z Vladivostoku 10. ledna 1920 pod označením transport 19a. Loď vezla náklad 2 743 tun bavlny a tři Čechoslováky.[4]
- Japonská loď Shunko Maru (transport 23a) vyplula 15. května 1920; vezla 146 různých osob (velitel Ing. Frič) + náklad (kargo) do Československa.[4]
- Ruská loď Tver (transport 23b) vyplula 1. května 1920; vezla 15 legionářů + 4 různé osoby (velitel podplukovník Jančík) + náklad (kargo) do Československa.[4]

### Vlaková přeprava
Lodě s legionáři i nákladem určeným pro dopravu do Československa končily v různých přístavech. Hlavním cílem převážné většiny transportů byl italský Terst. Další dopravu legionářů a nákladu do Československa zajišťovala z Terstu Centrokomise pomocí vlakových souprav. Podle statistik tak Centrokomise v součtu vypravila 180 vlakových souprav, které čítaly celkem 461 železničních vagonů pro dopravu osob. Dopraveno bylo 52 tisíc osob (tj. 77 % všech evakuovaných) včetně jejich zavazadel o sumární hmotnosti 3 965 tun. V nákladních vagonech, kterých bylo 1 170 se pak do Československa dostalo 9 885 tun různého zboží.

### Centrokomise za protektorátu

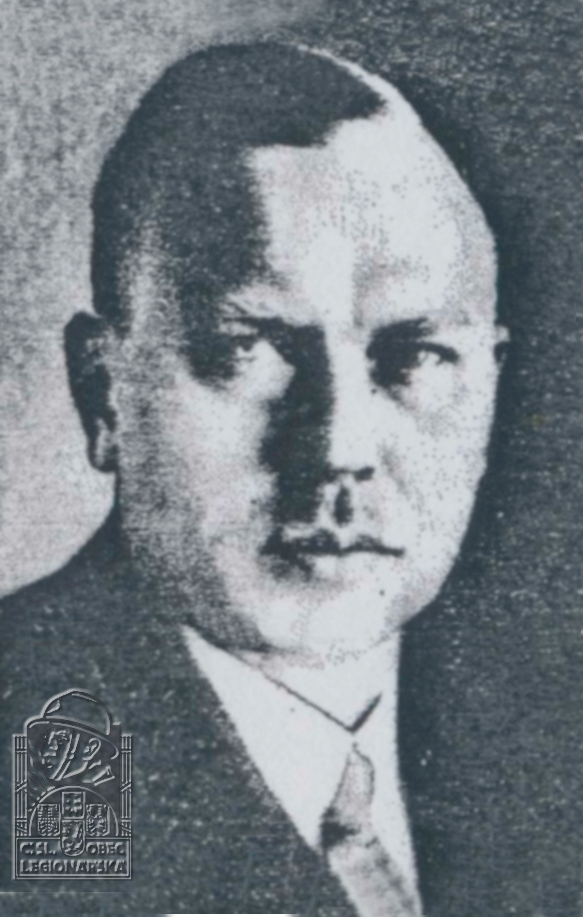
Gustav Svoboda

Centrokomise – tento legionářský podnik pro zahraniční obchod byl za protektorátu (po 15. březnu 1939) zaměřen především na obchodování s balkánskými státy. Kromě toho ale Centrokomise měla pobočné závody ve světových centrech (Londýn, Hamburk, Káhira, Tallinn) a též disponovala svými zahraničními agenturami (Paříž, New York). O její chod a začlenění do ilegálního protiněmeckého odboje se především v tomto období zasloužil (až do svého zatčení gestapem 6. prosince 1941) její ředitel Gustav Svoboda, pro něhož byl Centrokomise stěžejním „životním dílem“.
Od začátku německé okupace Čech, Moravy a Slezska se v kancelářích legionářské obchodní organizace Centrokomise (sídlící v budově na adrese: Na Florenci 1496/5; německy se ulice jmenovala Florenzgasse) scházeli s jejím ředitelem – Gustavem Svobodou – klíčoví činitelé zastřešující ilegální odbojové organizace Politického ústředí (PÚ) a to například Vladimír Klecanda nebo František Němec. Gustav Svoboda získával pro odboj zpravodajsky cenné informace hospodářského a finančního druhu, které předával odbojářům z okruhu zpravodajsko–sabotážní skupiny tří králů. Současně zajišťoval i organizaci odchodu odbojářů za hranice protektorátu, zprostředkovával kurýrní služby (předávání zpráv a balíčků především směřujících do zemí na Balkánském poloostrově) a podporoval domácí odboji i nemalými finančními částkami.